# Ліван на зимових Олімпійських іграх 1968
Ліван брав участь у Зимових Олімпійських іграх 1968 року у Греноблі (Франція) ушосте за свою історію, але не завоював жодної медалі.